# Chañarcillo
 (mars 2025).
Si vous disposez d'ouvrages ou d'articles de référence ou si vous connaissez des sites web de qualité traitant du thème abordé ici, merci de compléter l'article en donnant les références utiles à sa vérifiabilité et en les liant à la section « Notes et références ».
Chañarcillo est le nom d’une mine d’argent située au Chili. Elle fut découverte en 1832 par le berger Juan Godoy et resta ouverte jusqu’en 1875. Elle se trouve à 72 kilomètres de Copiapó, elle fut la troisième plus grande d’Amérique et on lui doit le développement économique de la région d'Atacama. Le besoin de transporter le minerai vers les ports maritimes fut à l’origine du premier chemin de fer d’Amérique.